# 雷田みゆ
雷田 みゆ（らいた みゆ、1993年〈平成5年〉12月9日 - ）は、日本のタレント、グラビアアイドル、フロントエンドエンジニア。
合同会社TEFUTEFU代表、同社所属。2022年4月以前の旧芸名は桐生 美希（きりゅう みき)。
埼玉県出身。テレビ番組やグラビア、インフルエンサーとして活躍中。

## 来歴
2015年、プラチナムプロダクションに所属しタレントデビュー。同年9月には東京ゲームショウ「Fuji&Gumi games」のコンパニオンを務めた。
2016年3月24日に初のイメージDVD「はじめてだから」（イーネット・フロンティア）をリリースすると、同年4月には初のグラビア活動となる双葉社漫画アクション主催「ミスアクション2016」でグランプリを受賞。
2017年1月、プラチナムプロダクションからオスカープロモーションに事務所を移籍。テレビ東京のローカル番組『一夜づけ』やBS11『大人のバイク時間 MOTORISE』にレギュラー出演した他、ミスiD2018にもエントリーしていたが、2019年にオスカーを退社。フリーを経て2022年4月に合同会社TEFUTEFUを設立、併せて芸名を「雷田みゆ」に変更する。
2022年8月、GMOアダムが主催する日本グラビアクイーンコンテストにエントリー。

## 人物
- 趣味は漫画、筋トレ、料理、バイク。
- グラビアアイドルとエンジニアを掛け合わせた、エンジニアイドルと名乗っている[10]。チャームポイントはくちびるとつり目[4]。

- 年の離れた兄の影響で『疾風伝説 特攻の拓』を読みバイクに憧れたことをきっかけにバイクの免許を取った。一番好きなキャラクターは魍魎の一条武丸。

- 秋葉原の@ほぉ～むcafeで4年間アルバイトをしていた[1]。

## 出演作品

### テレビ
- BS11「大人のバイク時間MOTORISE」 レギュラー出演[7]
- テレビ東京「一夜づけ レギュラー出演[6]
- フジテレビ「キスマイBUSAIKU!?
- 日本テレビ さんま&SMAP!美女と野獣のクリスマススペシャル
- TBS 旅ずきんちゃん
- テレビ朝日CS 女流雀士 プロアマNo.1決定戦 てんパイクイーン
- TBS スポーツバラエティー エースを狙え！

### ドラマ
- おいハンサム!! 第2話 - 第4話（2022年1月16 - 29日、東海テレビ・フジテレビ） - 竜也の不倫相手 役

### 雑誌
- 集英社「週刊ヤングジャンプ」
- 集英社「週刊プレイボーイ」
- 双葉社「週刊漫画アクション」
- 秋田書店「ヤングチャンピオン」
- ぶんか社「EX MAX!」
- 表紙 芸文社「カスタムCAR」

### WEB
- AbemaTV「夏の夜 怪談しながら恐怖の心霊バスツアー」
- 小学館「sabra net」
- 秋田書店「ヤングチャンピオン公式モバイルサイト バストヴィーナス」
- YouTuberラファエルチャンネル 「合コン企画」他

### 広告
- サントリー「集中リゲイン」
- DMM「ぱちタウン」ポスター

### イベント
- ALS啓発イベント「MOVE FES.ファッションショー」
- 東京モーターサイクルショー「MOTORISEトークライブ」
- 東京ゲームショー「Fuji&Gumi games」（2015年9月）[3]

## 受賞歴
- 双葉社 漫画アクション ミスアクション 2016 グランプリ

- ミスいちごグラビア 2021